# Jedlno Pierwsze
Jedlno Pierwsze – wieś w Polsce położona w województwie łódzkim, w powiecie radomszczańskim, w gminie Ładzice.
W latach 1975–1998 miejscowość administracyjnie należała do województwa piotrkowskiego.
Pierwsza wzmianka o tej miejscowości pochodzi z 1388 r. Jedlno leży na skraju rozległego torfowiska o tej samej nazwie.
Na wschód od centrum wsi rozciąga się park podworski, w którym stał dwór z połowy XIX stulecia. Dwór ten był budowlą murowaną, parterową, wzniesioną na planie prostokąta. Od frontu posiadał ciekawy portyk.
We wsi zachowała się również zabytkowa dzwonnica z 1709 r. wzniesiona równolegle z kościołem pw. Wszystkich Świętych, który spalił się w 1948 r. Przy północnej ścianie współczesnego kościoła stoi XIX – wieczny nagrobek o cechach neogotyckich. W zwieńczeniu herb Kolumna, lew z mieczem oraz tablica: poświęcona "Konstancyi z Walewskich Walewskiej urodzonej dn. 21 listopada 1791 zmarłej dn. 22 października 1843". Fundatorami byli jej synowie. We wsi znajdują się również dwa cisy – pomniki przyrody liczące co najmniej 500 lat.

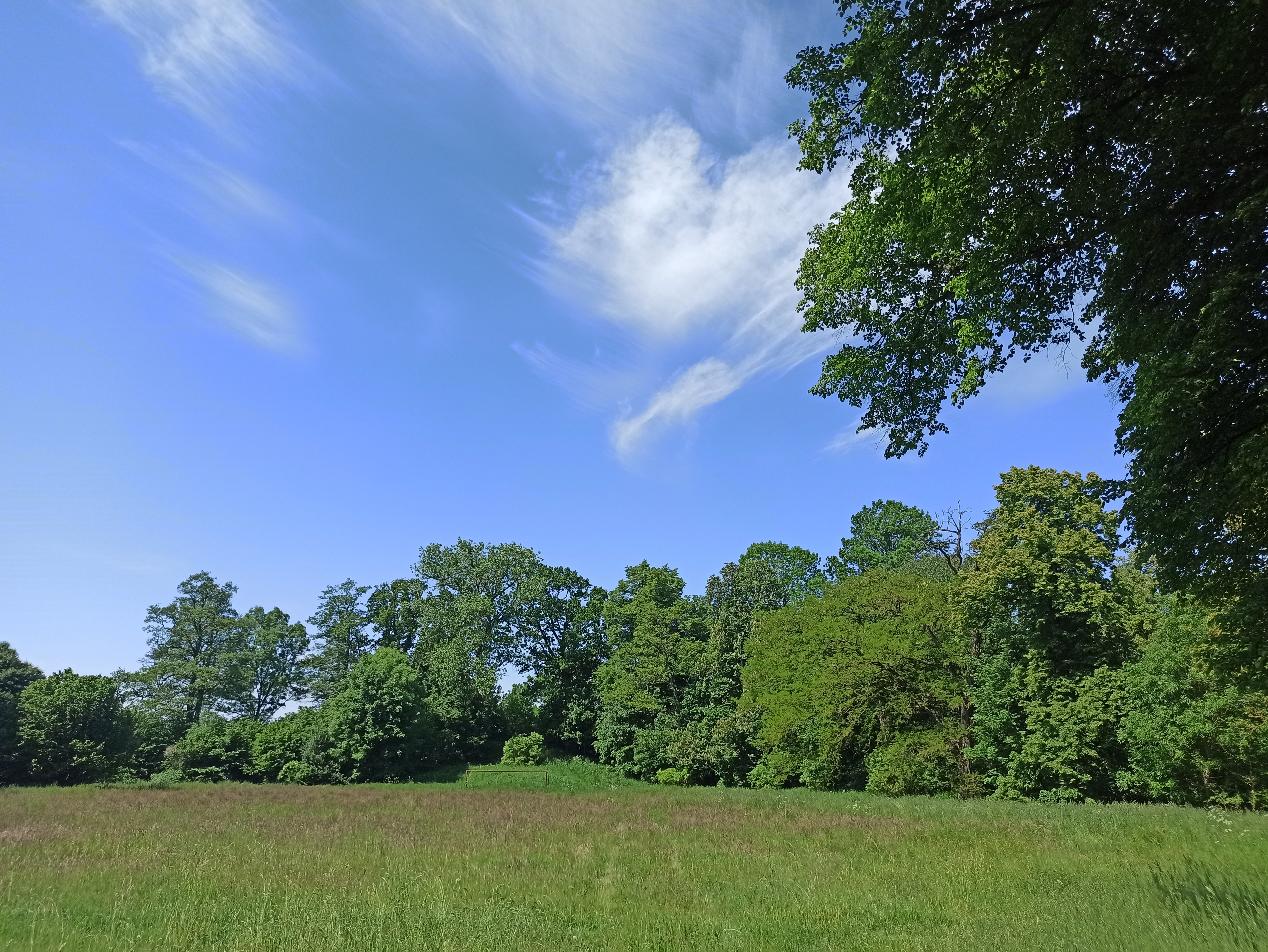
Park w Jedlnie

W miejscowości w 1899 r. urodził się ppłk pil. Roman Rypson, działacz Polskiej Organizacji Wojskowej, współtwórca struktur tej organizacji w okolicach Radomska, uczestnik wojny polsko-ukraińskiej (1918-1919), wojny polsko-bolszewickiej (1920), wykładowca w Wyższej Szkole Oficerskiej w Dęblinie, dowódca m.in. 43 i 46 eskadry lotniczej, II dywizjony lotniczego w Toruniu, uczestnik walk lotnictwa w Armii Pomorze we wrześniu 1939 r., organizator kombinowanej eskdry lotniczej w okrążonej Warszawie we wrześniu 1939 r., po wojnie szef sztabu 15 pułku zapasowego lotniczego w Radomiu i szef Wydziału Planowania Materiałowego w Dowództwie Lotnictwa.